# پائولا پرگو
پائولا پرگو (ایتالیایی: Paola Perego؛ ‏ایتالیایی: [ˈpa:ola ˈpɛ:reɡo]؛ زادهٔ ۱۷ آوریل ۱۹۶۶) مجری تلویزیون اهل ایتالیا است. وی از سال ۱۹۸۲ میلادی تاکنون مشغول فعالیت بوده است.
از فیلم‌ها یا مجموعه‌های تلویزیونی که وی در آن‌ها نقش داشته است، می‌توان به حواری سیزدهم اشاره نمود.